# Antoni Messinger
Antoni Kazimierz Messinger (ur. 29 kwietnia 1897 w Rzepińcach, zm. 23 grudnia 1966 w Londynie) – major Wojska Polskiego, oficer wywiadu.

## Życiorys
Urodził się 29 kwietnia 1897 w Rzepińcach, był synem Adolfa i Berty.
Do 1913 był uczniem gimnazjum w Tarnopolu, w latach 1913–1914 studentem Wyższej Szkoły Handlowej w Wiedniu. Po wybuchu I wojny światowej w 1914 został wcielony w czasie poboru do wojska austriackiego, ale już od września 1914 był żołnierzem Legionów Polskich, służył w szeregach 2 pułku piechoty w składzie II Brygady. W 1915 dostał się do niewoli rosyjskiej, w której przebywał do kwietnia 1918. Po uwolnieniu został ponownie wcielony do armii austriackiej, w szeregach 15 pułku piechoty, ale następnie urlopowany dla dokończenia studiów w Wyższej Szkole Handlowej. Po uzyskaniu dyplomu powrócił w rodzinne strony, był przejściowo aresztowany przez wojska ukraińskie, następnie przebywał w Drohobyczu, gdzie pracował w rafinerii nafty i był komendantem Miejskiej Straży Obywatelskiej.
We wrześniu 1919 wstąpił do Wojska Polskiego, służył w 11 dywizjonie artylerii ciężkiej, w 1920 został skierowany do Szkoły Podchorążych Artylerii. Od czerwca 1920 dowodził plutonem 3 baterii w macierzystej jednostce. Od czerwca 1920 walczył w wojnie polsko-bolszewickiej, w szeregach 2 Armii. Za bohaterstwo w boju został w czerwcu 1921 mianowany podporucznikiem. Od 1 października 1920 do września 1921 służył w 11 dywizjonie artylerii ciężkiej jako dowódca dyonu, następnie służył jako oficer żywnościowy w 10 pułku artylerii ciężkiej w Przemyślu. 1 lutego 1924 został awansowany na stopień porucznika, a 27 sierpnia 1924 zweryfikowany w stopniu porucznika służby stałej ze starszeństwem z dniem 1 lipca 1919. Od 1927 do 1929 pełnił w 10 pułku artylerii ciężkiej funkcję oficera ds. materiałowych, był p.o. kwatermistrza pułku, w 1928 p.o. dowódcy 5 baterii. 1 stycznia 1930 został awansowany na stopień kapitana artylerii ze starszeństwem z dniem 1 stycznia 1930 i został dowódcą 3 baterii pułku. Funkcję tę pełnił do 31 marca 1930, od 1 września 1930 do 31 sierpnia 1932 był natomiast dowódcą 1 baterii i p.o. dowódcy I dyonu pułku. Od września 1932 służył w Samodzielnym Referacie Informacyjnym Dowództwa Okręgu Korpusu Nr X, najpierw jako kierownik referatu ochrony, następnie jako kierownik ekspozytury w Kielcach (tzw. Placówki Oficerskiej nr 47). Kierownik Bratniej Pomocy Zarządu Okręgu Kielce Związku Legionistów Polskich w 1936 roku.
Po wybuchu II wojny światowej został 18 września 1939 internowany na Węgrzech, jednak w grudniu 1939 uciekł i przedostał się do Francji. Tam służył m.in. w Oddziale II Sztabu Generalnego Wojska Polskiego jako kierownik Referatu Ochrony Przemysłu Wojennego. Po upadku Francji znalazł się w Wielkiej Brytanii. Tam służył w Wywiadzie Obronnym kolejno Komendy Obozów Oficerskich w Peebles, 7 Brygady Kadrowej Strzelców, 1 Samodzielnej Brygady Strzelców. Od sierpnia 1941 do lutego 1942 był odkomenderowany do Centrum Wyszkolenia Artylerii, następnie służył w Komendzie Uzupełnień nr 1, od października 1942 do 30 kwietnia 1943 w Wywiadzie Obronnym 1 Dywizji Pancernej, od 1 maja 1943 do 31 stycznia 1944 jako kierownik Referatu Wydziału Obronnego w Dowództwie I Korpusu. Z dniem 1 stycznia 1945 został awansowany na stopień majora. Od lutego 1945 do 3 września 1945 był kierownikiem Placówki Terenowej MON dla Spraw Jenieckich, następnie kierownikiem VI Referatu Komendy Uzupełnień nr 1, następnie został oficerem Polskiego Korpusu Przysposobienia i Rozmieszczenia.
Po zakończeniu II wojny światowej pozostał na emigracji w Wielkiej Brytanii. Zmarł 23 grudnia 1966 w Londynie. Został pochowany na cmentarzu w Streatham.

## Ordery i odznaczenia
- Krzyż Walecznych (1921)[1][10]
- Krzyż Niepodległości (1932)[1]
- Srebrny Krzyż Zasługi (1938)[1]
- Medal Obrony[1]
- Medal Wojny 1939–1945[1]